# Ole Andreas Lindeman
Ole Andreas Lindeman   (Surnadal, 17 de gener de 1769 - Trondheim, 26 de febrer de 1857) compositor noruec i fundador de la Lindeman (nissaga de músics).
Va néixer a la parròquia de Øye a Surnadal, Noruega. Després de graduar-se a l'escola de la Catedral de Nidaros (Trondheim), Lindeman va assistir a la Universitat de Copenhaguen on primer va estudiar dret. Posteriorment va ser un estudiant de música del teòric i compositor danès-noruec, Israel Gottlieb Wernicke (1755-1836).
Després d'una sol·licitud del bisbe Johan Christian Schønheyder, Lindeman es va traslladar a Trondheim per convertir-se en organista a Vår Frue Kirke. Lindeman va retenir la posició de l'organista fins a la seva mort en 1857, que va servir com a organista a Trondheim en més de 50 anys. Durant aquest temps, va organitzar molts concerts, va compondre cançons i va recopilar cançons populars noruegues. També va tenir molts alumnes entre d'altres, en Thomas Tellefsen, que es va instal·lar a París i es va convertir en un notable pianista i compositor.
En 1831, Lindeman publicà l'himne Udvalg af Psalmer uddragne af den Evangelisk-Christelige Psalmebog, i sær til Brug per den skolesøgende Ungdom. Halv-hundrede Fjeldmelodier harmoniserede per Mandsstemmer i els tres volums dÆldre og nyere norske Fjeldmelodier van ser publicats per separat entre 1853-1867. Va ser el pare de cinc fills, entre ells Ludvig Mathias Lindeman, que va ser cantor i organista a la catedral d'Oslo.